# Stellaria monosperma
Stellaria monosperma är en nejlikväxtart som beskrevs av Buch.-ham. och David Don. Stellaria monosperma ingår i släktet stjärnblommor, och familjen nejlikväxter.

## Underarter
Arten delas in i följande underarter:
- S. m. scabrifolia
- S. m. japonica
- S. m. paniculata
- S. m. taiwaniana